# Elite Plaza Hotel, Malmö
För andra betydelser, se Elite Plaza Hotel.
Elite Plaza Hotel är ett hotell belägen vid Gustav Adolfs torg i Malmö, ägd av företaget Elite Hotels.
Hotellet har 116 rum. Här finns också flera konferenslokaler, gym med bastuavdelning och puben the Bishops Arms. Högst upp ligger en stor svit med utsikt över Gustav Adolfs torg. Hotelldirektör sedan 2019 är Henric Carlsson.[källa behövs]